# CRYM
CRYM (англ. Crystallin mu) – білок, який кодується однойменним геном, розташованим у людей на короткому плечі 16-ї хромосоми. Довжина поліпептидного ланцюга білка становить 314 амінокислот, а молекулярна маса — 33 776.
| 10         |  | 20         |  | 30         |  | 40         |  | 50         |
| ---------- |  | ---------- |  | ---------- |  | ---------- |  | ---------- |
| MSRVPAFLSA |  | AEVEEHLRSS |  | SLLIPPLETA |  | LANFSSGPEG |  | GVMQPVRTVV |
| PVTKHRGYLG |  | VMPAYSAAED |  | ALTTKLVTFY |  | EDRGITSVVP |  | SHQATVLLFE |
| PSNGTLLAVM |  | DGNVITAKRT |  | AAVSAIATKF |  | LKPPSSEVLC |  | ILGAGVQAYS |
| HYEIFTEQFS |  | FKEVRIWNRT |  | KENAEKFADT |  | VQGEVRVCSS |  | VQEAVAGADV |
| IITVTLATEP |  | ILFGEWVKPG |  | AHINAVGASR |  | PDWRELDDEL |  | MKEAVLYVDS |
| QEAALKESGD |  | VLLSGAEIFA |  | ELGEVIKGVK |  | PAHCEKTTVF |  | KSLGMAVEDT |
| VAAKLIYDSW |  | SSGK       |  |            |  |            |  |            |

A: Аланін

C: Цистеїн

D: Аспарагінова кислота

E: Глутамінова кислота

F: Фенілаланін

G: Гліцин

H: Гістидин

I: Ізолейцин

K: Лізин

L: Лейцин

M: Метіонін

N: Аспарагін

P: Пролін

Q: Глутамін

R: Аргінін

S: Серин

T: Треонін

V: Валін

W: Триптофан

Кодований геном білок за функцією належить до оксидоредуктаз. 
Білок має сайт для зв'язування з НАД, НАДФ. 
Локалізований у цитоплазмі.